# Hansel (Schiffstyp)
Die Schiffsbaureihe Typ Hansel oder Neptun Typ 451 ist ein Mehrzweckfrachtschiffstyp der Rostocker Schiffswerft „Neptun“. Drei Schiffe der Baureihe wurden für die Deutsche Seereederei gebaut und werden als Holz-Containerfrachtschiff Neptun Typ 448 bezeichnet.

## Geschichte
Hergestellt wurde die Baureihe von 1968 bis 1972 in 21 Einheiten, von denen achtzehn Schiffe an norwegische Eigner gingen. Drei Schiffe wurden für die Deutsche Seereederei erstellt. Vorgesehen sind die Schiffe vorwiegend für den kombinierten Transport von Stückgut, Containern, Schwergut,  Holz, Zellulose, Papier und Schüttgutladungen.
Erstes Schiff und Namensgeber der Serie war die am 10. Dezember 1968 übergebene Hansel mit dem Heimathafen Oslo. Das Schiff mit der Baunummer 451 wurde später mehrfach umbenannt und war seit 1992 als Megas Alexandros in Fahrt. Am 20. März 1992 geriet es etwa 20 Seemeilen südlich von Crotone in Brand und wurde als wirtschaftlicher Totalverlust ab dem 23. Dezember 1993 in Aliağa abgebrochen.
Erwähnenswert ist in diesem Zusammenhang das Schicksal der am 31. Dezember 1971 vom Stapel gelassenen Rumba. Sie war das elfte Schiff der Baureihe, fuhr seit 1989 unter dem Namen Patricia und fand ihr Ende ebenfalls in der Nähe Crotones, wo sie am  4. Februar 1992 strandete, woraufhin sie aufgegeben und 1994/5 aus dem Register gelöscht wurde.
Das letzte Schiff war die Baunummer 467 der Serie, die am 28. Dezember 1972 unter norwegischer Flagge in Dienst gestellte Ringfalck, welche ab dem 26. April 2003 nach mehreren Umbenennungen als Ventura in Aliağa verschrottet wurde.
Bemerkenswert war die hohe Zahl der Schiffe dieser Baureihe, die durch Seeunfälle verloren gingen. Einige Schiffe  der Baureihe wurden verhältnismäßig früh verschrottet. Trotz des inzwischen hohen Alters der Schiffe sind noch einige Einheiten der Baureihe in Fahrt.

## Technik
Die Rümpfe sind in Sektionsbauweise zusammengefügt. Der Wohn- und Arbeitsbereich der achtern angeordneten Decksaufbauten ist klimatisiert.
Die Baureihe lässt sich in drei Gruppen aufteilen.
Der Grundentwurf wurde in drei Einheiten gebaut, der Hansel, Bruni und Jowood. Sie wurden von einem Viertakt-Dieselmotor mit 2206 kW angetrieben, der direkt auf einen Verstellpropeller wirkt. Die zwei langen für den Containertransport optimierten Laderäume haben bei den ersten drei Schiffen einen Rauminhalt von 5554 m³ Kornraum und 5413 m³ Ballenraum. Sie besitzen glatte Seitenwände, durchlaufende abgeschrägte Hochtanks und haben daher einen geringen Unterstau. Seefest verschlossen werden die Laderäume mit MacGregor-Lukendeckeln. Es konnten anfangs 1343 Standards Holz transportiert werden. Das Ladegeschirr der ersten drei Schiffe besteht aus einem, in Norwegen hergestellten, Munck-Loader genannten 10-Tonnen-Decksportalkran mit ausklappbaren Auslegern.
Aufbauend auf dem Grundentwurf der ersten drei Einheiten folgten achtzehn Schiffe mit um gut sieben Meter verlängerten Rumpf. Der Antrieb der folgenden Schiffe wurden von einem in MAN-Lizenz gefertigten 2353 kW Zweitakt-Dieselmotor des Typs 8NZD 72A des Herstellers VEB Dieselmotorenwerk Rostock angetrieben, der direkt auf einen Verstellpropeller wirkt. Die längeren Schiffe haben 6233 m³ Kornraum und 6080 m³ Ballenraum. Es können ab dem vierten Schiff insgesamt 122 Container oder 1477 Standards Holz transportiert werden. Die fünfzehn Schiffe der langen Version für norwegische Rechnung erhielten jeweils einen 2 × 8 Tonnen und 2 × 15,5 Tonnen Doppelkran.
Die dritte Variante stellen die drei für die Deutsche Seereederei gebauten Schiffe, die Neuhausen, Radeberg und Klosterfelde dar. Auch sie gehörten zur verlängerten Serie, wurden aber unter anderem mit einem nochmals anderen Ladegeschirr ausgerüstet. Die Umschlagsausrüstung dieser drei Schiffe besteht aus jeweils zwei 10-Tonnen-Schwingladebäumen und je einem 20-Tonnen- und 50-Tonnen-Schwergutschwingladebaum des Systems Velle. Die Radeberg wurde 1988 durch Demontage des Ladegeschirrs und Umbau der Luken zum Vollcontainerschiff für den England-Dienst mit folgenden Grunddaten umgebaut: 3089 BRT, 5272 tdw, bei 6,39 m Tiefgang. Die für die DSR gebauten Schiffe verfügen über eine Maschinenvariante des Typs 8NZD 72A-1 die von der Brücke aus gesteuert werden kann.

## Die Schiffe der Serie
| - Hansel, Baunummer 451, Typ Hansel - Bruni, Baunummer 452, Typ Hansel - Jowood, Baunummer 453, Typ Hansel, am 17. Dezember 1986 als Kythera Sun 30 Seemeilen westlich von Kastelli, Kreta gestrandet. - Hansa Nord, Baunummer 454, Typ Hansel (lang), am 30. März 1992 als Penelope I vor Porto de Leixões gestrandet. - Jenka, Baunummer 455, Typ Hansel (lang) - Flower Boy, Baunummer 456, Typ Hansel (lang) - Bergfalck, Baunummer 447, Typ Hansel (lang) - Hansa Trade, Baunummer 457, Typ Hansel (lang) - Samba, Baunummer 458, Typ Hansel (lang) - Jopulp, Baunummer 459, Typ Hansel (lang) - Hansa Bay, Baunummer 460, Typ Hansel (lang) - Rumba, Baunummer 461, Typ Hansel (lang) - Vestfalck, Baunummer 462, Typ Hansel (lang) | - Hanseat, Baunummer 463, Typ Hansel (lang) - Brunhild, Baunummer 464, Typ Hansel (lang) - Neuhausen, Baunummer 448, Neptun Typ 448 - Radeberg, Baunummer 449, Neptun Typ 448 - Klosterfelde, Baunummer 450, Neptun Typ 448 - Hanseatic, Baunummer 465, Typ Hansel (lang) - Brunvard, Baunummer 466, Typ Hansel (lang) - Ringfalck, Baunummer 467, Typ Hansel (lang) |  |